# Лалас, Димитриос
Димитриос Стергиос Лалас (греч. Δημήτριος Στέργιος Λάλλας) — греческий композитор классической музыки и пианист XIX - XX веков. Ученик и друг Рихарда Вагнера.

## Молодость
Димитриос Лалас родился в 1848 году в Османской Македонии, в селе Магарево, недалеко от города Монастири. Село населялось преимущественно латиноязычными и грекоязычными валахами. Начальное образование получил в греческой школе села (создана в 1845 году). Продолжил учёбу в Монастири, Салониках и Афинах. Музыкальное образование продолжил в Женеве (1865 г.), Вене и Мюнхене (1868) и, главным образом, в Байройте.

## Германия
В 1874 году Лалас познакомился с Рихардом Вагнером и его женой Cosima Liszt. Это знакомство сыграло ключевую роль в музыкальном развитии Лаласа. Как писала Cosima в своём дневнике, молодой Лалас приходил в дом супругов Вагнер почти ежедневно, изучал музыку с Рихардом, после чего втроём они обсуждали различные музыкальные вопросы. В свою очередь, чета Вагнеров часто бывала в доме Лаласа и в ходе одного из .этих посещений познакомилась с одним из братьев Лаласа. Став любимым учеником Вагнера, Лалас принял участие в августе 1876 года, в качестве второго дирижёра оркестра, в первой постановке тетралогии Кольцо нибелунга в Байройте. В знак признания его вклада в это событие, имя Лаласа выбито на мемориальной плите в перистиле театра Байрота. Исследовательница К. Каллицунаки считает, что тайная любовь Лаласа к супруге Вагнера является наиболее вероятной причиной почему он покинул Мюнхен, где перед ним открывались блестящие профессиональные перспективы. В 1877 году Лалас переехал в Зальцбург, где работал дирижёром, после чего уехал в Афины, где работал преподавателем музыки.

## Македония
Лалас продолжил работать преподавателем музыки на родине, в Монастири, а затем в Халкинской богословской школе. Источники описывают его обаятельной личностью, что делало его видным женихом в салонах Вены и Константинополя, однако Лалас отказался связать себя семейными узами. В 1881 году он принял решение обосноваться в столице Османской Македонии, городе Фессалоники. Здесь он развил деятельность в качестве композитора, а также в качестве преподавателя фортепиано и композиции. Он также преподавал вокал в салоникской греческой Школе благородных девиц и одновременно давал частные уроки богатым барышням. Руководил также оркестрами и хорами греческих культурных обществ македонской столицы – «Общества друзей муз», «Орфея» и «Аполлона».
В тот же период он написал песни, хоровые работы, одну оперу и несколько оркестровых произведений. Одно из оркестровых произведений «Македонский Пеан» (‘’Μακεδονικός Παιάν’’) свидетельствует о том, что Борьба за Македонию не оставила его безучастным. Лалас представил эту работу идеологу борьбы за греческую Македонию Иону Драгумису, с просьбой передать её Иосифу Кесарису, для исполнения на (внеочередной) Олимпиаде 1906 года в Афинах. В конечном итоге «Македонский пеан» был исполнен 21-02-1907 в Клубе военного гарнизона Афин оркестром Королевской гвардии, под руководством Иосифа Кесариса.
Среди салоникских учеников Лаласа был будущий известный композитор и пианист Эмилиос Риадис. Много позже, в 1909 году, находясь на учёбе в Мюнхене, Риадис написал стихотворение «Сова», посвящённое «моему великому учителю, Димитрису Лаласу».
Лалас стал также известен и как композитор детских песен
Димитриос Лалас умер в Монастири в 1911 году, заразившись холерой. В том же году, один из его учеников, Сотирис Грекос, создал в Салониках первую частную консерваторию.

## Память
Димитриос Лалас издал очень малое число своих работ. Во время Первой мировой войны, в 1917 году, семья Лаласа отправила его работы для издания в Италию. К сожалению, пароход, с которым работы были отправлены, был торпедирован немецкой подводной лодкой при выходе из Салоник. Сохранились очень немногие образцы работы композитора.
Однако и эти образцы дают возможность оценить качественный уровень его работ. Лалас имеет особоей значение в музыкальной истории Салоник, поскольку является основателем традиции профессионального музыкального искусства, которая непосредственным образом связана с музыкальной традицией Центральной Европы.